# ランプのある青年の肖像

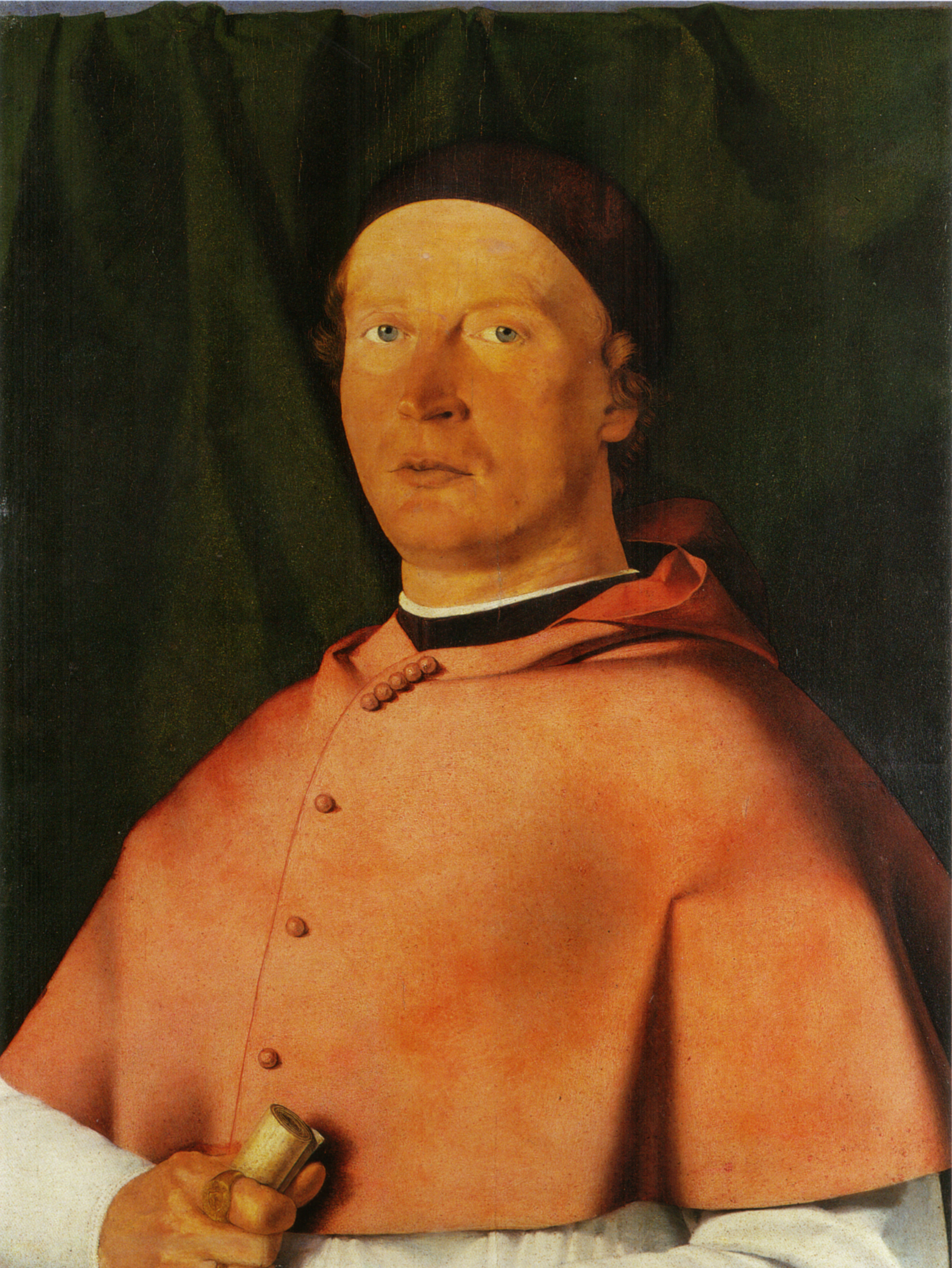
ロレンツォ・ロット『ベルナルド・デ・ロッシ司教の肖像』(1505年)、カポディモンテ美術館

『ランプのある青年の肖像』（ランプのあるせいねんのしょうぞう、伊:Ritratto di giovane con lucerna）は、イタリアの盛期ルネサンスの画家ロレンツォ・ロットによる油彩のカンヴァス画である。1506年ごろの制作で、オーストリアのウィーンにある美術史美術館に収蔵されている。本作は通常、ロットがトレヴィーゾに滞在した時期のものとされている。1816年にウィーンの美術館に購入された。
絵画は、4分の3正面を向き、鑑賞者を見ている若い男性の胸像を描いている。感染症による、わずかな皮膚の異常、細長い鼻、柔らかい髪などの細部に最大の注意が払われている。光の使用と構図は、『ベルナルド・デ・ロッシ司教の肖像』（1505年）など、ロットによる他の初期の作品と類似している。顔は暗色の服と帽子に枠取られ、緑の縁取りのある、白い錦織の飾り布を背景に描かれている。
右側の暗い背景への開口部には、明るいランプが表されている。ランプは、青年の性格や行動を示唆している可能性があり、さまざまに解釈されているシンボル（福音書のエピソードへの言及から、炎の薄暗さによる人生の儚さの寓話まで）である。
モデルは、トレヴィーゾの司教、ベルナルド・デ・ロッシの若い書記官であるブロッカルド・マルキオストロと特定された。1503年に、二人はともに陰謀に命を賭けた。カーテンの装飾は暗喩である。ヒレアザミ (carduus) の模様のある錦織（brocade）は、「Brocade + carduus = Brocardus」となり、ブロッカルド （Broccardo） の名にかけ合わされている。そのような暗喩は、ロットの成熟期に描かれた『ルチーナ・ブレンバーティの肖像』など何点かの作品に含まれている。